# Hans Mielich
Hans Mielich oder Zentz (* 1516 in München; † 10. März 1573 ebenda), auch Muelich oder Müelich genannt, war ein deutscher Maler und Zeichner der späten Renaissance, der vor allem für seine Porträts, Miniaturen und Buchmalereien bekannt wurde. Er wirkte über 30 Jahre lang als Maler des wohlhabenden Bürgertums in München und gilt bis in die Gegenwart als einer der bedeutendsten bildenden Künstler in der Geschichte der Stadt. Das bekannteste Werk seiner Schule ist der Hochaltar des Liebfrauenmünsters von Ingolstadt.

## Leben

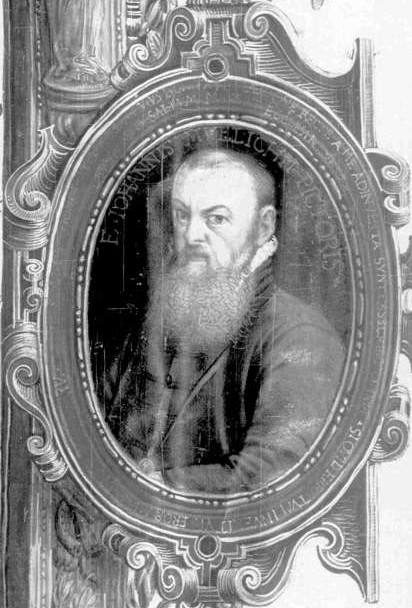
Hans Mielich. Selbstporträt, 1565

Er wurde als Sohn des seit 1509 in München nachgewiesenen Stadtmalers Wolfgang Mielich geboren und erhielt seine erste Ausbildung in dessen Werkstatt, wo er ab 1528 u. a. mit Ludwig Refinger und Barthel Beham in Kontakt kam. Um 1536 ging er nach Regensburg, wo er unter dem Einfluss Albrecht Altdorfers und der Donauschule stand. Spätestens 1540 kehrte er nach München zurück, 1541 reiste er auf Veranlassung Herzog Wilhelms IV. von Bayern nach Rom. Nach seiner Rückkehr blieb Mielich für den Rest seines Lebens in seiner Vaterstadt ansässig. Am 11. Juli 1543 nahm ihn die Münchener Malerzunft auf. Durch die Bekanntschaft zu dem kunstverständigen Albrecht V., der ihm ab 1545/46 mehr und mehr Aufträge zukommen ließ und mit dem ihn bald eine enge Freundschaft verband, wurde Mielich zu einem geschätzten Hofmaler, dessen künstlerischer Horizont und Bildung über die damals übliche Zunftpraxis hinausgingen und ihm den Anschluss an die wohlhabenden Patrizier erlaubten. 1558 wählte ihn die Zunft zum Führer. Ein um 1570 in Liegnitz nachgewiesener und 1613 gestorbener namensgleicher Hofmaler Herzog Heinrichs XI. war wahrscheinlich Mielichs Sohn.

## Grabstätte
Die Grabstätte von Hans Mielich befand sich auf dem Friedhof der Salvatorkirche im Kreuzviertel der historischen Altstadt Münchens. Aus Platzgründen wurde der Friedhof 1789 aufgelassen.

## Werk

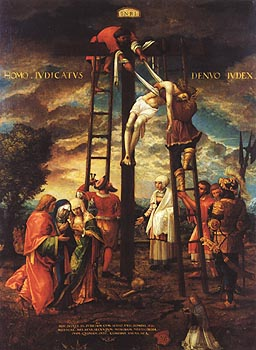
Kreuzabnahme (1536)

Hans Mielich gilt als bedeutendster bildender Künstler der Stadt München seiner Zeit. Viele seiner Auftragswerke haben sakrale Motive, daneben schuf er eine Fülle an Porträts und Historienbildern. Während seiner Regensburger Zeit entwickelte Mielich nach anfänglicher Beeinflussung durch Barthel Beham einen expressiven Farbstil, der sich zunächst in der Illustration des Titelblatts des Freiheitenbuchs (1536) niederschlug. Zu den frühen religiösen Kunstwerken dieser Zeit gehörte die Kreuzabnahme (1536), die seine Verbundenheit mit der Tradition der bayerischen Spätgotik zeigt. Das im selben Jahr entstandene Bildnis des Heiligen Hieronymus und der Kalvarienberg (1539) deuten bereits auf die von Altdorfer und der Donauschule empfangene Anregung zum Manierismus der Naturschilderung.
In Rom hatte Mielich die zeitgenössische religiöse Malerei der frühen italienischen Manieristen kennengelernt. Ihnen verdankte er die Darstellung des nackten menschlichen Körpers, seinen Bewegungsausdruck und die perspektivischen Möglichkeiten der Figur im Raum. Die unvollendete Verspottung Christi und das Begräbnis (1543) auf einem Passionsaltar in der Frauenkirche eröffneten diese Schaffensphase, die auch das Ligsalz-Epitaph (1540) mit der Bekehrung des Saulus, Christus triumphans und St. Martin und der Bettler umfasst. Zahlreiche Porträts wie jenes des Pankraz von Freyberg zu Hohenaschau und seiner Frau Maria Kitscher (1545) sowie das Doppelbildnis Herzog Albrechts und Annas von Österreich (1546) entstanden als Altarretabel. Dabei bevorzugte Mielich die Darstellungsformen als Halbfigur oder Hüftbild. Das 1554 gemalte Grabbildnis für Leonhard von Eck und seine Frau Felicitas von Freyberg griff nochmals die italienische Renaissance auf; im oberen Teil zitierte Mielich Michelangelos Jüngstes Gericht in der Sixtinischen Kapelle. In diesem Abschnitt suchte er eine Synthese der italienischen Kunst mit dem Dürerstil, die er in zahlreichen Andachts- und Epitaphgemälden verwirklichte. Andere Porträts dieser Zeit zeigen Peter Fröschl (1540), Wilhelm IV. auf dem Totenbett (1550), Hans und Elsbeth Tucher (1551) und schließlich in Ganzfigur den Herzog Ladislaus zu Haag (1556/57). Am Ende der mittleren Periode nahm Mielichs Schaffen vermehrt manieristische Züge an.

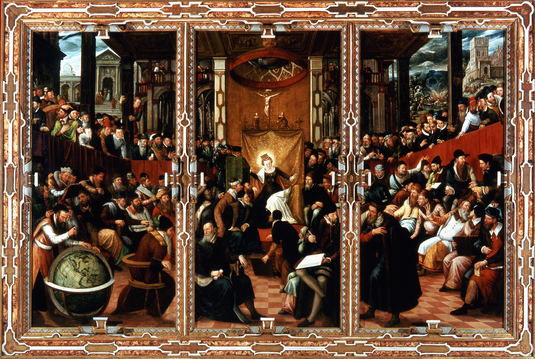
Die Heilige Katharina im Streitgespräch. Rückseite des Ingolstädter Hochaltars (1572 vollendet)

Ein Hauptwerk der späten Schaffenszeit und zugleich ein Hauptwerk der süddeutschen Gegenreformation ist der Hochaltar des Liebfrauenmünsters zu Ingolstadt. Mielich schuf die mehr als 90 Einzelbilder des Wandelaltars in den Jahren von 1560 bis 1572 gemeinsam mit den Mitgliedern seiner Werkstatt. Die eigenhändig erstellten zeichnerischen Vorstudien übertreffen die späteren Ausarbeitungen noch in ihrer fließenden Bewegungsdarstellung nach italienischem Vorbild.
Neben Tafelbildern in seinerzeit bereits voll entwickelter Öl- und Mischtechnik fertigte Mielich Zeichnungen als Vorstufe für den Holzschnitt. Eines der bekanntesten Werke dieser Gattung ist das Feldlager Kaiser Karls V. vor Ingolstadt (1546), das Christoph Zwikopf 1549 in Holz schnitt. In den Bereich der Miniatur fielen die Kleinodieninventare Albrechts (1546–55) und seiner Gattin Anna (1552–55), die die Kunstgegenstände und Reliquien des herzoglichen Paars in Aquarellzeichnungen festhielten, und die künstlerische Ausgestaltung der Motetten Cypriano de Rores (1557–59, 300 Seiten) und der Bußpsalmen Orlando di Lassos (1560–71, 400 Seiten). Mit letzterem Komponisten verband ihn eine Künstlerfreundschaft. Schließlich sind einige Entwürfe für goldene Halsketten, Schmuckanhänger und einen Prunkdolch erhalten, die Mielich zugeschrieben werden.

## Bilder (Auswahl)

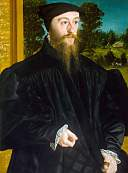
Bildnis des Peter Fröschl (1540)
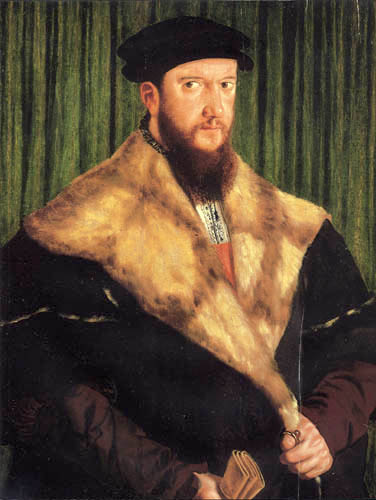
Bildnis eines jungen Mannes (1550)
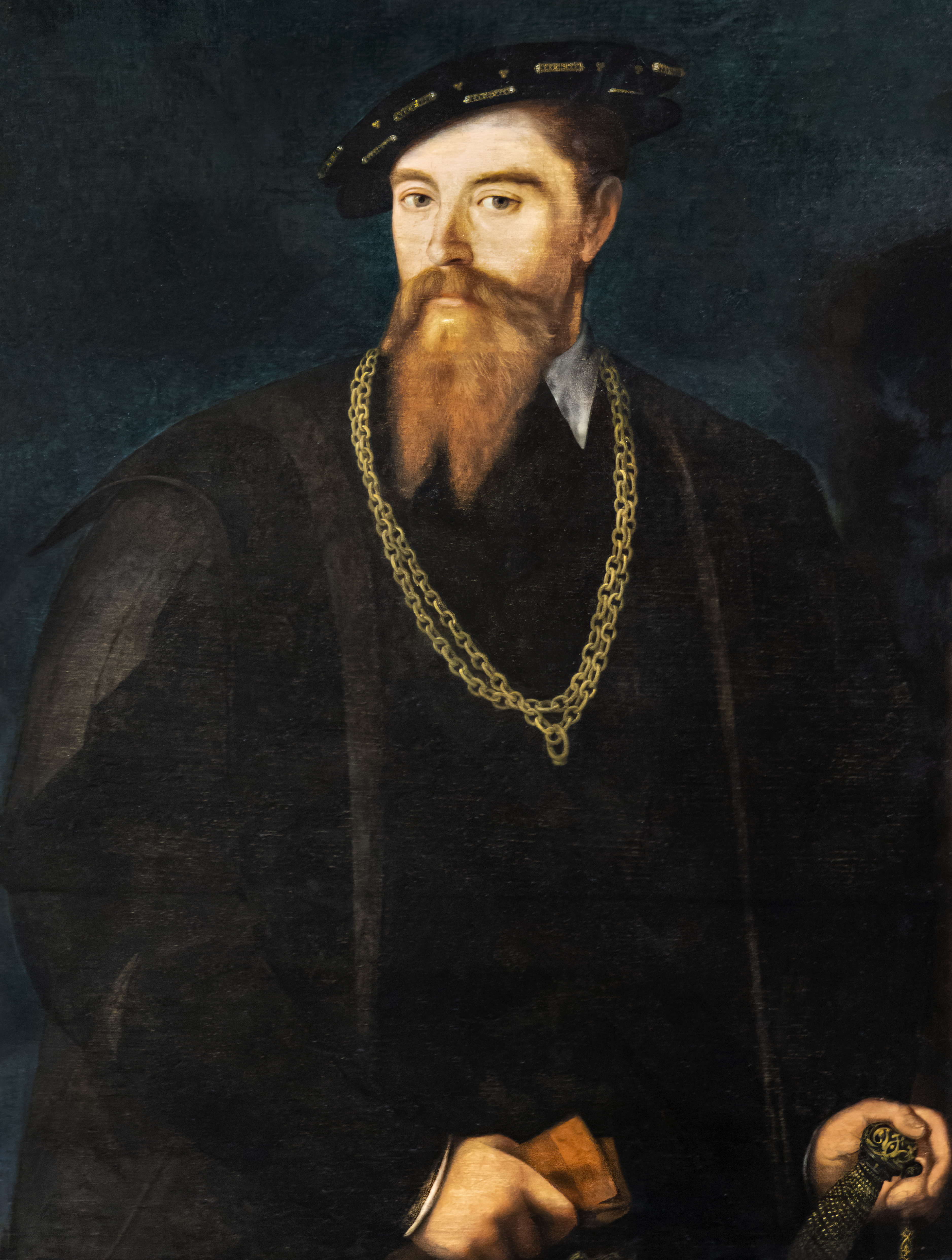
Büste eines Herrn Agen Museum der Schönen Künste
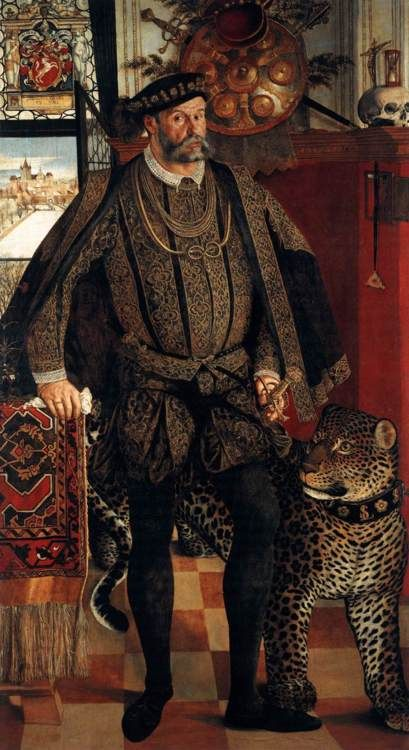
Bildnis des Grafen Ladislaus von Haag mit dem Panther (1557)
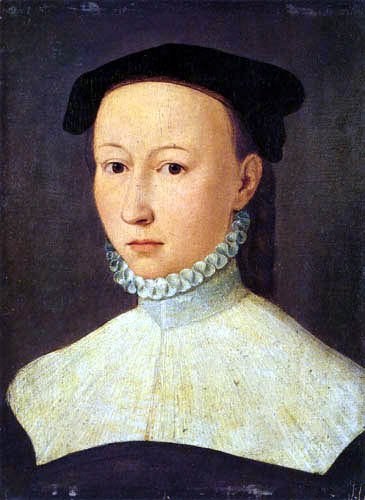
Bildnis einer jungen Frau (1560)
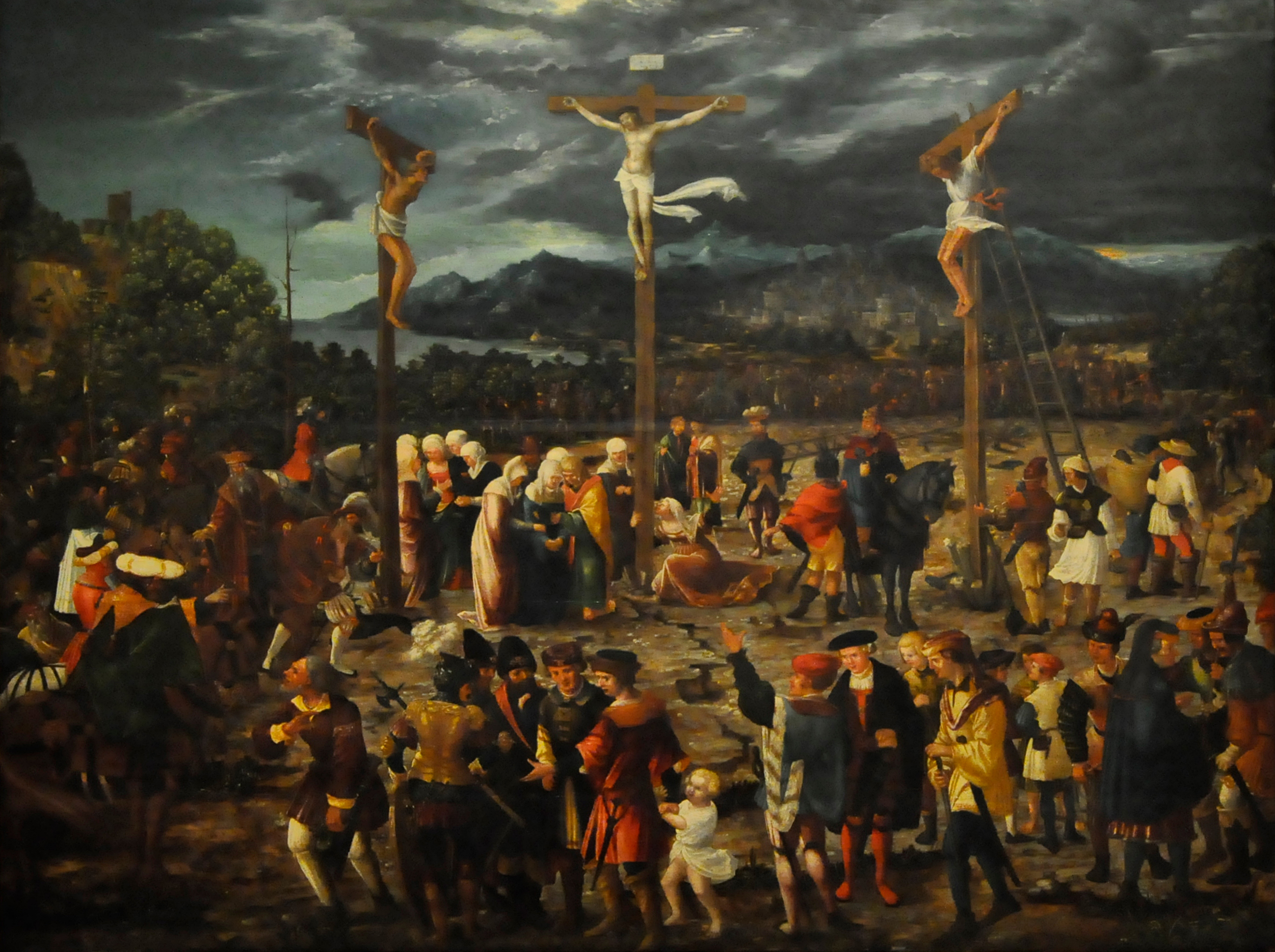
Kreuzigung (Bellas Artes Madrid)
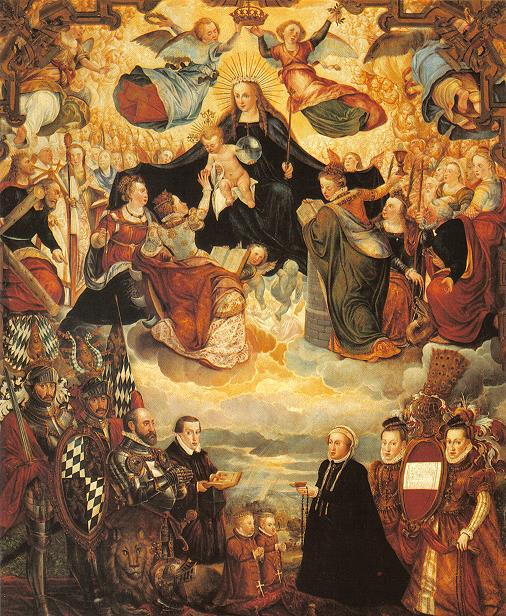
Hochaltarbild im Liebfrauenmünster zu Ingolstadt darstellend Herzog Albrecht V. von Bayern mit Familie (1572)

## Namensgeber für Straßen
Nach Hans Mielich benannt wurde 1876 in München im Stadtteil Untergiesing (Stadtbezirk 18 – Untergiesing – Harlaching) der Hans-Mielich-Platz⊙ und die Hans-Mielich-Straße⊙. Auch in Ingolstadt gibt es eine Hans-Mielich-Straße.⊙